# Bathygobius meggitti
Bathygobius meggitti är en fiskart som först beskrevs av Hora och Mukerji, 1936.  Bathygobius meggitti ingår i släktet Bathygobius och familjen smörbultsfiskar. Inga underarter finns listade.